# 동화치층
동화치층(Donghwachi Formation, 東花峙層)은 대한민국 경상 분지 영양소분지에 분포하는 중생대 백악기 경상 누층군의 퇴적암 지층이다. 하부의 울련산층과 상부의 가송동층 사이에 위치하며 경상북도 안동시, 영양군, 청송군 지역에 분포한다. 안동시의 동화치층에는 위리 백악기 석화목산지가 있다.

## 개요
중평 지질도폭(1970)에서는 가송동층을 낙동층에 대비하였으나 확실치 않다. 지질도 상으로 영양군 수비면에서 나타나기 시작하여 일월산과 봉화군 재산면 동면리를 지나 재산면 현동리에서 태곡 단층에 의해 변위되고, 청량산을 끼고 돌아 봉화군 명호면 일대에서 주향이 동-서에서 (반시계방향으로) 북북서-남남동으로 바뀌어 안동시 도산면 태자리를 지나 예안면 태곡리에서 태곡 단층에 의해 한번 더 변위된다. 이후 예안면 미질리에서 남동으로 연장되어 임동면 중평리를 지나 청송군 진보면 부곡리까지 연장된다. 예안 지질도폭(1963)과 중평동 지질도폭(1970)에서 동화치층 하부는 알코스질사암층(Kds)으로, 동화치층 상부는 적색 이암층(Kdn)으로 구분하며, 안동시 동부 지역(임동면, 예안면)에서 경상 누층군의 기저를 형성하고 있다. 중평동 지질도폭(1970)에서는 동화치층이 경상 분지 낙동층과 하산동층에 해당하는 것으로 보았다.

### 유래
동화치층의 이름은 일월산 서북서 3.4 km 지점에 위치한 고개 동화재(東花岾, 동화치)에서 유래되었다.

### 퇴적 환경
동화치층은 간헐적으로 화산쇄설물이 공급되던 충적선상지 또는 선상지 평원과 역질 및 사질의 망상(網狀)하천에서 범람원으로 전이하는 퇴적 환경에서 퇴적된 것으로 해석된다.

## 지역별 암상

### 안동시와봉화군
동화치층 알코스질사암층(Donghwachi formation lower alcosyl sandstone member)은 동화치층의 하부이며, 안동시 동부 지역에서 경상계 지층의 최하위 기저층을 이루고 있다.
예안 지질도폭(1963)에 의하면 주로 회백색 알코스질사암으로 구성되며 적색 이암과 사암이 호층을 이루며 협재되고 연속성이 약한 2~3 m 두께의 흑색 셰일이 발달한다. 협재된 적색 이암은 상부로 갈수록 점차 두꺼워져 상위 지층인 동화치층 적색 이암층으로 점이된다. 흑색 셰일은 안동시 도산면 태자리와 봉화군 재산면 인금마을에 국지적으로 발달하며 태자리에서는 불량한 식물화석과 10 cm 폭의 석탄층이 5~6매 협재된다. 이는 낙동층 하부에 수 매의 흑색 셰일 및 석탄층이 협재된 것에 대비될 것으로 보인다. 안동시 도산면 태자리, 원천리에서 측정한 본 층의 두께는 각 150 및 130 m 이며 봉화군 재산면에서는 이보다 더 큰 두께로 발달한다.
중평동 지질도폭(1970)에 의하면 선경상계의 선캄브리아기 편마암류와 중생대 화강암류를 부정합으로 덮으며 부정합면을 따라 편마암 및 화강암력이 우세한 역암이 발달한다. 대개 알코스질사암으로 구성되며 알코스질사암은 풍화면에서 백색을 띠고 자색 이암을 협재해 식별이 쉽다. 자색 이암은 상부로 갈수록 우세해져 동화치층 상부에 해당하는 적색 이암층으로 점이된다. 그러나 예안도폭에서 보고된 흑색 셰일은 없다.
임하호 일대의 국도 제34호선·지방도 제935호선 도로변과, 지방도 제918호선이 지나는 고치현 정상 부근에는 아래 사진과 같이 동화치층의 노두가 드러나 있다. 
임하호 주변 도로변의 동화치층
- 안동시 임동면 망천리 경동로 2484 지점, 국도 제34호선 도로변에 드러난 동화치층 알코스질사암층
북위 36° 33′ 05.0″ 동경 128° 54′ 13.0″ / 북위 36.551389°  동경 128.903611°
- 안동시 임동면 마령리 산 182, 지방도 제935호선 마령교 전면에 드러난 동화치층 알코스질사암층 흑색 셰일
북위 36° 34′ 54.0″ 동경 128° 56′ 32.0″ / 북위 36.581667°  동경 128.942222°

봉화군 명호면 고계리 고치현의 동화치층 역암
- 도로 북측 사면북위 36° 50′ 08.5″ 동경 128° 56′ 23.1″ / 북위 36.835694°  동경 128.939750°
- 도로 북측 사면북위 36° 50′ 08.7″ 동경 128° 56′ 23.9″ / 북위 36.835750°  동경 128.939972°
- 도로 남측 사면북위 36° 50′ 08.6″ 동경 128° 56′ 23.4″ / 북위 36.835722°  동경 128.939833°

동화치층 적색 이암층(Donghwachi formation upper reddish mudstone member)은 알코스질사암층(Kds) 상위에 정합적으로 분포하는 지층이다. 대부분 자색(赭色) 이암과 사암으로 구성되어 있으며 이 밖에 소수의 담회색 알코스질사암, 역암, 담회색 응회암질 사암, 녹회색 이회암 등을 협재하고 있다. 동화치층 중에 협재되는 알코스질 사암은 중평동 도폭 북부(예안면)에서는 희소하나 남부로 가면서 그 수가 많아져 하부의 알코스질사암층과의 경계를 경계를 알아내기 힘들다. 지역에 따라 두께가 다소 다르나 일반적으로 400 m 내외이다.

### 위리 백악기 석화목산지
경상북도 안동시 임동면 위리 산 74-4 (북위 36° 36′ 17.44″ 동경 128° 56′ 37.58″ / 북위 36.6048444°  동경 128.9437722° )에 위치한 위리 백악기 석화목산지는 상산마을 남쪽 지방도 제935호선 동쪽의 절토지에 있는 화석산지로 2004년 12월 6일 경상북도 기념물 제150호로 지정되었다. 이곳은 동화치층 적색 이암층이 분포하는 곳으로 적색 사암과 이암, 셰일이 교호한다. 응회질사암이 성층면을 따라 드러난 경사면에 줄기와 가지, 뿌리 등의 규화목이 산재되어 있다. 이 지역의 나무 화석으로는 오창환 외(2011)가 구과류의 일종인 Araucaria(남양삼나무) 화석을 보고하였다. 이들 나무화석 중 폭 3 m, 길이 6 m 크기의 나무줄기 화석 표면에서 마른나무 흰개미의 천공(穿孔) 생흔 화석이 발견되었다. 이는 경상 분지 북부 지역의 건조 기후를 지시한다.

### 영양군과청송군

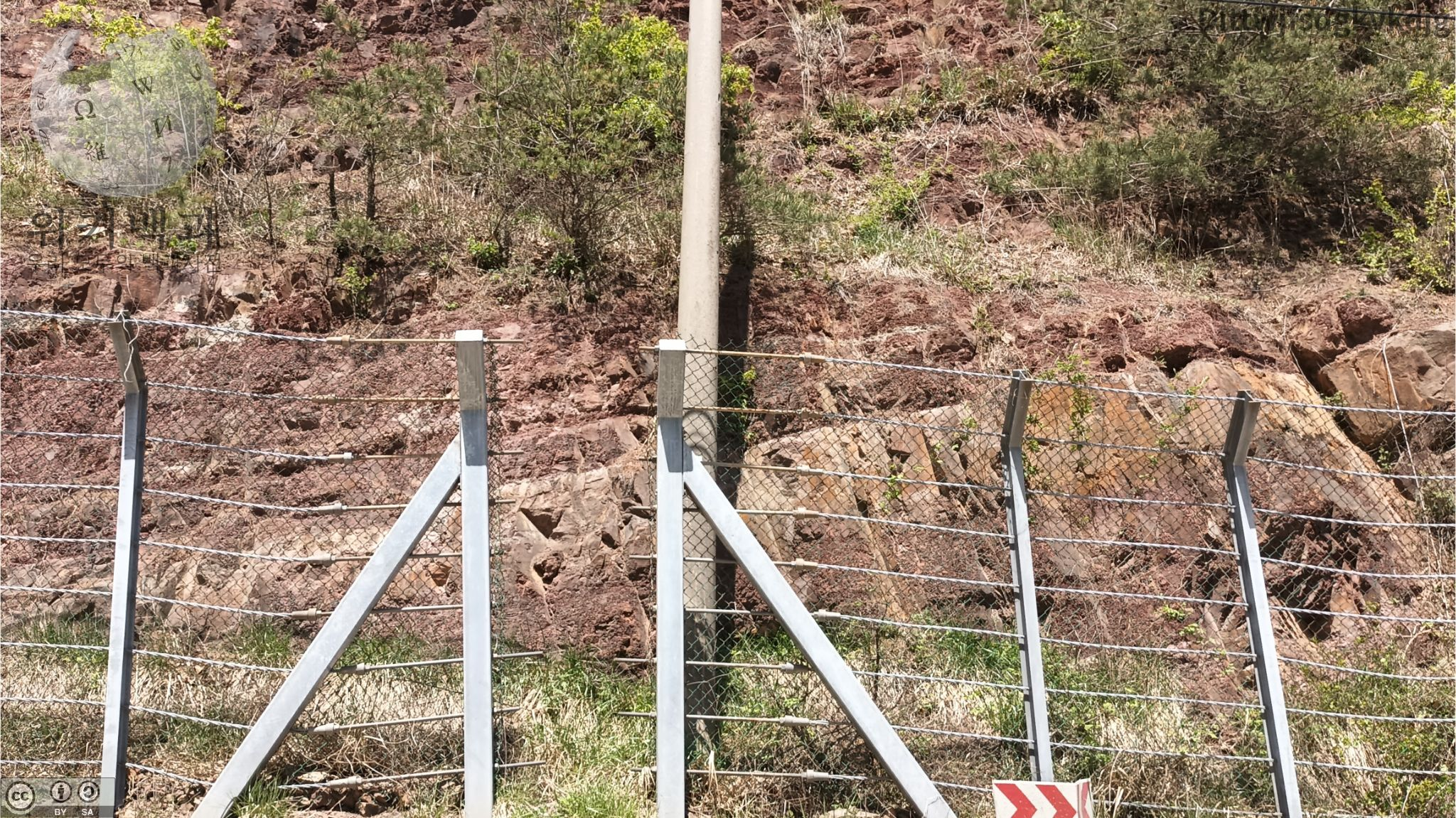
영양군 영양읍 양구리 지방도 제917호선 도로변의 동화치층

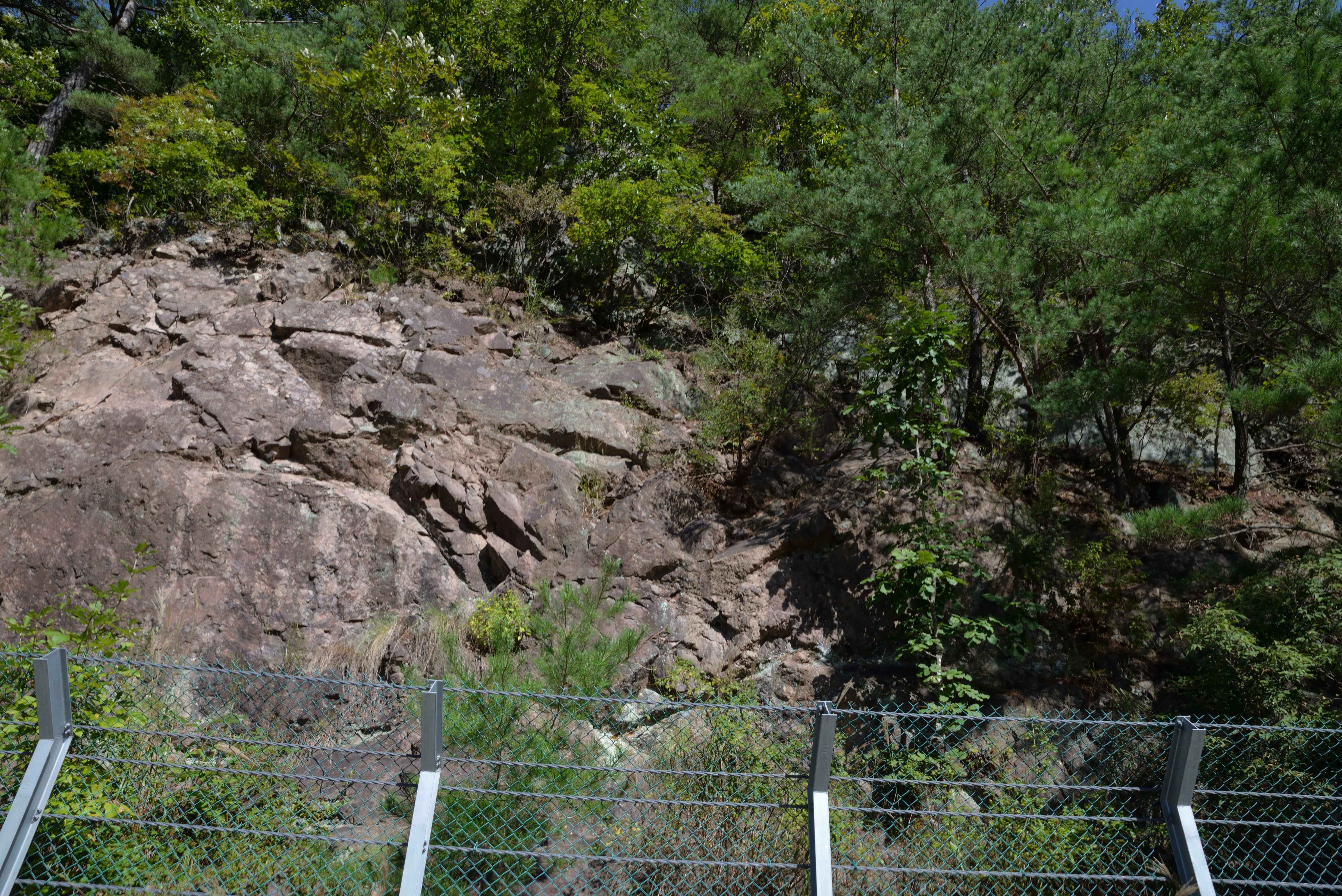
중생대 백악기 경상 분지 경상 누층군 동화치층, 영양군 수비면 수하리 산 90-12

도계동 지질도폭(1963)에서는 알코스질사암, 적색 이암층 구분이 사라진다. 녹회색 이회암은 본 층 상부에 2~3매 협재된다. 하부의 울련산층과는 암상이 점이적으로 변하며 정합적 관계로 놓이고, 울련산층이 잠시 사라지는 일월산 부근에서 선캄브리아기 지층을 직접 부정합으로 덮는다. 울련산층 분포지역 남부에 대상(帶狀)으로 분포하며 본 층과 울련산층의 경계는 상위에서 역암층이 알코스사암 및 자색(赭色) 셰일 혹은 이암층과 호층을 이루다가 회백색 또는 백색 알코스 사암이 현저하게 발달되는 부분을 본 동화지층의 아래쪽 끝으로 설정하였다. 본 층은 주로 알코스 사암, 역암, 셰알 및 이암 등으로 구성된다. 알코스 사암과 역암층은 수평 분포에 있어 점이적이며 이는 퇴적 환경의 차이에 기인한 암상의 변화로 생각된다. 상기한 지층들은 서로 호층(互層)을 이룬다. 
동화치층은 하부에서는 알코스 사암 및 역암층을 주로 하는 자색(赭色) 셰일 및 이암층과 호층을 형성하나 상부로 갈수록 자색 셰일 및 이암층이 우세해지며 이회암을 주로 하는 가송동층으로 점이한다. 동화치층과 상위의 가송동층과의 경계는 점이적인 것으로서 명확하지 않다. 영양군 수비면 신원리 방면으로 갈수록 미약해지다가 수비면 신원리 동부에서 울련산층과 가송동층 사이에서 첨멸한다. 본 층의 두께는 200 내지 500 m이다. 동화히층은 조선지질도폭 제 10집(輯, 타테이와 이와오)에 의하면 암상과 층서의 순위로 보아 신동층군 하산동층에 대비되리라고 믿어 진다. 대구-왜관 지역에서 하산동층은 낙동통의 하위에서부터 자색 셰일 혹은 자색 이암층이 현저하게 발달되는 곳에 그 아래쪽 경계를 설정한 것으로 믿어지며 하위의 암층들에 비해 (회)백색을 띄는 것이 본 지역의 동화치층과 유사하다.
영양군 수비면 발리리 산 82-9 (북위 36° 47′ 07.74″ 동경 129° 11′ 13.40″ / 북위 36.7854833°  동경 129.1870556° )에는 도로변에 100 m에 걸쳐 동화치층의 사암, 이암, 역암 등으로 구성된 높이 7~15 m의 노두가 드러나 있다. 이 노두에는 층리가 거의 수직으로 경동되어 발달하며 주변에는 단층들도 관찰된다. 이러한 지층의 경동은 북쪽의 일월산 스러스트 단층과 연관된 것으로 해석된다. 퇴적암 내의 사층리와 점이층리 그리고 침식면, 구하도 등의 퇴적 구조로 지층의 상하 판별이 가능하다.
평해 지질도폭(1963)에 의하면 도폭의 서쪽 끝인 수비면 신원리에만 조금 분포하며 그 동부에서 울련산층과 가송동층 사이에서 첨멸한다. 이는 퇴적작용의 환경의 변화에 의한 것으로 생각된다. 하부의 울련산층을 정합적으로 덮으며 상호 점이적이다. 일월산 부근의 동화치층이 주로 화강암질조립사암(Arkose sandstone)으로 구성되어 있으며 층리의 발달이 불량한데 비해 평해도폭 지역의 본 층은 층리면이 잘 발달된 담황 내지 백색 알코스사암(Arkose sandstone)을 위주로 하고 암회색 셰일 및 갈색이암층(brown mudstone)을 협재한다.
영양 지질도폭(1970)에 의하면 경상 누층군의 기저를 이루며 상위의 가송동층에 의해 정합적으로 덮인다. 본 층의 하안에서는 기저 역암층이 미약하게나마 발달되기도 하는데 도폭 남동부 영양군 석보면 요원리 지역에서는 역암층이 나타나지 않으며 남서부 청송군 진보면 합강리 부근에서는 두께 0.3~2 m의 역암층이 발달되는 곳이 나타난다. 이 역암층은 기저 역암층인 울련산층에 대비될 것으로 보이며, 역(礫)을 구성하는 암석은 주로 운모화강암이고 편마암, 운모편암 및 처트 등으로 이루어진다. 본 층은 사암이 우세한 하부와 이암의 발달이 비교적 우세한 상부로 구분될 수 있는 경향이 다소 엿보이는데 이들 상·하부의 경계는 뚜렷하지 못하여 점이적인 변화를 보인다. 하부 사암대는 주로 담자색(淡赭色) 내지 담황색 알코스 사암 및 역질 사암이 우세하나 자색 계통의 이암을 적지 않게 협재한다. 이 사암대에는 역암 및 역질사암 박층이 하부로 가면서 많이 있는데 청송군 진보면 부곡리 부근에서는 2~5개 층, 요원리 부근에서는 3~11개의 박층이 협재되어 본 층의 지역적인 심한 암상(巖床)의 변화를 보인다. 또한 본 사암대 상부에서는 담회색 이회암 박층을 1~2개 함유한다. 
동화치층의 상부 이암대는 주로 이암 및 셰일로 구성되며 사암, 역질 사암 및 역암층을 수 층 협재하는데 상위의 가송동층과의 경계는 점이적이다. 역(礫)은 곳에 따라 종류와 크기에 있어서 변화가 심하나 주로 화강암류, 처트, 편마암등이고 규암 및 편암으로 구성된 자갈도 함유하는 것이 보통인데 그 크기에 있어서는 처트류의 것이 원도도 낮고 크기도 작아 1~3 cm 정도의 것들이 가장 흔하며 화강암 및 기타 변성암류로 구성되는 자갈은 원마도가 비교적 높고 장축은 곳에 따라서 3~5 cm, 혹은 10~20 cm의 것이 대표적이고 50 cm에 달하는 것도 가끔 나타난다. 본 지역의 동화치층은 영양소분지의 북반부(도계동 및 예안도폭 지역)에 비해 현저하게 얇은 두께를 보이는데 곳에 따라 상당한 차이를 보이나 130 m 내외이다. 영양 지질도폭 구역 내에서 도폭 가운데 도계동층을 중심으로 그 양쪽인 청송군 진보면 부곡리와 세장리 남부, 이촌리 그리고 석보면 요원리에 떨어져 분포한다.
영양도폭 지역인 청송군 진보면 추현리를 지나는 국도 제34호선 도로변(북위 36° 33′ 17.9″ 동경 129° 00′ 32.8″ / 북위 36.554972°  동경 129.009111°  일대)에는 아래 사진과 같이 동화치층 적색 이암의 노두가 약 200 m에 걸쳐 대규모로 드러나 있다.
청송군 진보면 추현리 국도 제34호선 도로변 동화치층 노두

### 영덕군
영덕군 지역에서는 주로 장석질사암, 역암, 역질사암, 적색의 미사암 및 함처트역암이다. 또한 상부 층준의 역질사암 및 사암의 교호층에는 분출암상의 현무암이 층리와 평행하게 수 m 두께로 협재한다.

## 같이 보기
- 경상 누층군
- 영양군의 지질
- 청송군의 지질
- 울진군의 지질
- 안동시의 지질
- 영덕군의 지질
- 한국의 지질
- 울련산층
- 가송동층
- 도계동층